# Кардиналы-выборщики на Конклаве 1799—1800 годов
| Страна                        | Количество выборщиков |
| ----------------------------- | --------------------- |
| Итальянские государства       | 38                    |
| Франция                       | 4                     |
| Австрия и Испания             | 2                     |
| Южные Нидерланды и Португалия | 1                     |

Следующие кардиналы-выборщики участвовали в Папском Конклаве 1799—1800 годов. Список кардиналов-выборщиков приводятся по географическим регионам и в алфавитном порядке.
Тридцать четыре из сорока пяти кардиналов участвовали в Конклаве. Кардинал Франтишек де Паула Хрзан-з-Харасова представил вето императора Священной Римской империи Франца II против избрания кардиналов Карло Беллизоми и Гиацинта Сигизмунда Гердила, C.R.S.P. Кардинал Грегорио Барнаба Кьярамонти, O.S.B.Cas., епископ Имолы был избран и принял имя Пий VII. Он наследовал Папе Пию VI, который умер в Валансе 29 августа 1799 года, как пленник Франции. Рим был оккупирован французскими войсками, поэтому Конклав состоялся в бенедиктинском монастыре Святого Георгия Великого, в Венеции, под защитой Австрии.
В Священной Коллегии кардиналов присутствовали следующие кардиналы-выборщики, назначенные:
- 2 — папой Бенедиктом XIV;
- 1 — папой Климентом XIII;
- 2 — папой Климентом XIV;
- 40 — папой Пием VI.

## Римская Курия
1. Джованни Франческо Альбани, кардинал-епископ Остии и Веллетри, декан Коллегии кардиналов;
2. Леонардо Антонелли, кардинал-епископ Палестрины, префект Верховного Трибунала Апостольской Сигнатуры Правосудия;
3. Стефан Борджиа, префект Священной Конгрегации Индекса;
4. Ромоальдо Браски-Онести, кардинал-дьякон с титулярной диаконией Сан-Никола-ин-Карчере;
5. Иньяцио Буска, префект Священной Конгрегации дисциплины монашествующих;
6. Луиджи Валенти Гонзага, кардинал-епископ Альбано;
7. Ипполито Антонио Винченти Марери, кардинал-священник с титулярной церковью Санти-Нерео-эд-Акиллео;
8. Гиацинт Сигизмунд Гердил, C.R.S.P., префект Священной Конгрегации Пропаганды Веры;
9. Франческо Саверио де Дзелада, великий пенитенциарий, архипресвитер патриаршей Латеранской базилики;
10. Антонио Дориа Памфили, кардинал-дьякон с титулярной диаконией Санта-Мария-ад-Мартирес;
11. Джузеппе Мария Дориа Памфили, государственный секретарь Святого Престола;
12. Антонио Дуньяни, кардинал-священник с титулярной церковью Сан-Джованни-а-Порта-Латина;
13. Джованни Баттиста Капрара, кардинал-священник с титулярной церковью Сант-Онофрио;
14. Филиппо Карандини, префект Священной Конгрегации хорошего управления;
15. Франческо Карафа делла Спина ди Траэтто, префект Священной Конгрегации по делам епископов и монашествующих;
16. Карло Ливидзани Форни, кардинал-священник с титулярной церковью Сан-Сильвестро-ин-Капите;
17. Франческо Мария Пиньятелли младший, кардинал-священник с титулярной церковью Санта-Мария-дель-Пополо;
18. Джованни Ринуччини, кардинал-дьякон с титулярной диаконией Сан-Джорджо-ин-Велабро;
19. Аурелио Роверелла, апостольский про-датарий;
20. Джулио Мария делла Сомалья, генеральный викарий Рима, архипресвитер патриаршей Либерийской базилики, камерленго Священной Коллегии кардиналов;
21. Генрих Бенедикт Стюарт, титулярный герцог Йоркский, кардинал-епископ Фраскати, вице-канцлер Святой Римской Церкви;
22. Людовико Фланджини Джованелли, кардинал-священник с титулярной церковью Сант-Агата-деи-Готи.

## Европа

### Итальянские государства
1. Джованни Андреа Аркетти, архиепископ-епископ Асколи-Пичено;
2. Карло Беллизоми, архиепископ-епископ Чезены;
3. Джованни Баттиста Бусси де Претис, епископ Йези;
4. Муцио Галло, епископ Витербо и Тосканеллы (не участвовал в Конклаве);
5. Андреа Джоаннетти, O.S.B.Cam., архиепископ Болоньи;
6. Гвидо Кальканьини, епископ Озимо и Чинголи;
7. Джузеппе Мария Капече Дзурло, Theat., архиепископ Неаполя (не участвовал в Конклаве);
8. Грегорио Барнаба Кьярамонти, O.S.B.Cas., епископ Имолы (был избран папой римским и выбрал имя Пий VII);
9. Карло Джузеппе Филиппа делла Мартиниана, епископ Верчелли;
10. Алессандро Маттеи, архиепископ Феррары;
11. Бернардино Онорати архиепископ-епископ Сенигаллии;
12. Винченцо Рануцци, архиепископ-епископ Анконы и Нуманы (не участвовал в Конклаве);
13. Фабрицио Руффо, генеральный викарий Неаполитанского королевства.

### Франция
1. Доминик де Ларошфуко, архиепископ Руана (не участвовал в Конклаве);
2. Луи-Жозеф де Монморанси-Лаваль, епископ Меца (не участвовал в Конклаве);
3. Жан-Сиффрен Мори, архиепископ-епископ Монтефьясконе и Корнето;
4. Луи-Рене-Эдуар де Роган-Гемене, епископ Страсбурга (не участвовал в Конклаве).

### Австрия
1. Кристоф Антон фон Мигацци, архиепископ Вены, кардинал-протопресвитер (не участвовал в Конклаве).
2. Франтишек де Паула Хрзан-з-Харасова, кардинал-священник с титулярной церковью Санта-Кроче-ин-Джерусалемме, императорский тайный государственный советник.

### Испания
1. Франсиско Антонио де Лоренсана-и-Бутрон, архиепископ Толедо;
2. Антонио Сентменат-и-Кастелья, патриарх Западной Индии (не участвовал в Конклаве).

### Южные Нидерланды
1. Иоганн Генрих фон Франкенберг, архиепископ Мехелена (не участвовал в Конклаве).

### Португалия
1. Жозе Франсишку Мигел Антониу де Мендонса Валдерейш, патриарх Лиссабона (не участвовал в Конклаве).